# AN/APG-81
L'AN/APG-81 est un radar à antenne active (AESA), conçu par l'entreprise américaine Northrop Grumman Electronic Systems pour le chasseur-bombardier furtif Lockheed Martin F-35 Lightning II.

## Développement
Le radar AESA AN/APG-81 du programme Joint Strike Fighter est le résultat de la compétition lancée par le gouvernement américain pour le plus gros contrat d'acquisition de systèmes AESA au monde. Westinghouse Electronic Systems (acquise par Northrop Grumman en 1996) et Hughes Aircraft (acquise par Raytheon en 1997) ont reçu des contrats pour le développement de l'antenne radiofréquences multifonctions, désignée « Multifunction Integrated RFSystem / Multifunction Array » (MIRFS/MFA), en février 1996. Lockheed Martin et Northrop Grumman ont été sélectionnées pour la compétition Joint Strike Fighter, et le contrat de développement et de démonstration du système a été annoncé le 26 octobre 2001.
L'AN/APG-81 est le successeur de l'AN/APG-77 du F-22 Raptor. Plus de 3 000 unités devraient en être commandées pour le F-35, avec une production devant s'étaler jusqu'à 2035, pendant laquelle d'autres commandes internationales importantes pourraient être passées. Au mois d'octobre 2013, une centaine seulement d'APG-81 avait déjà été produite et livrée. Les trois premières tranches (blocks) du logiciel ont été développées, testées en vol et livrées par Grumman en avance sur le planning prévu.

## Caractéristiques

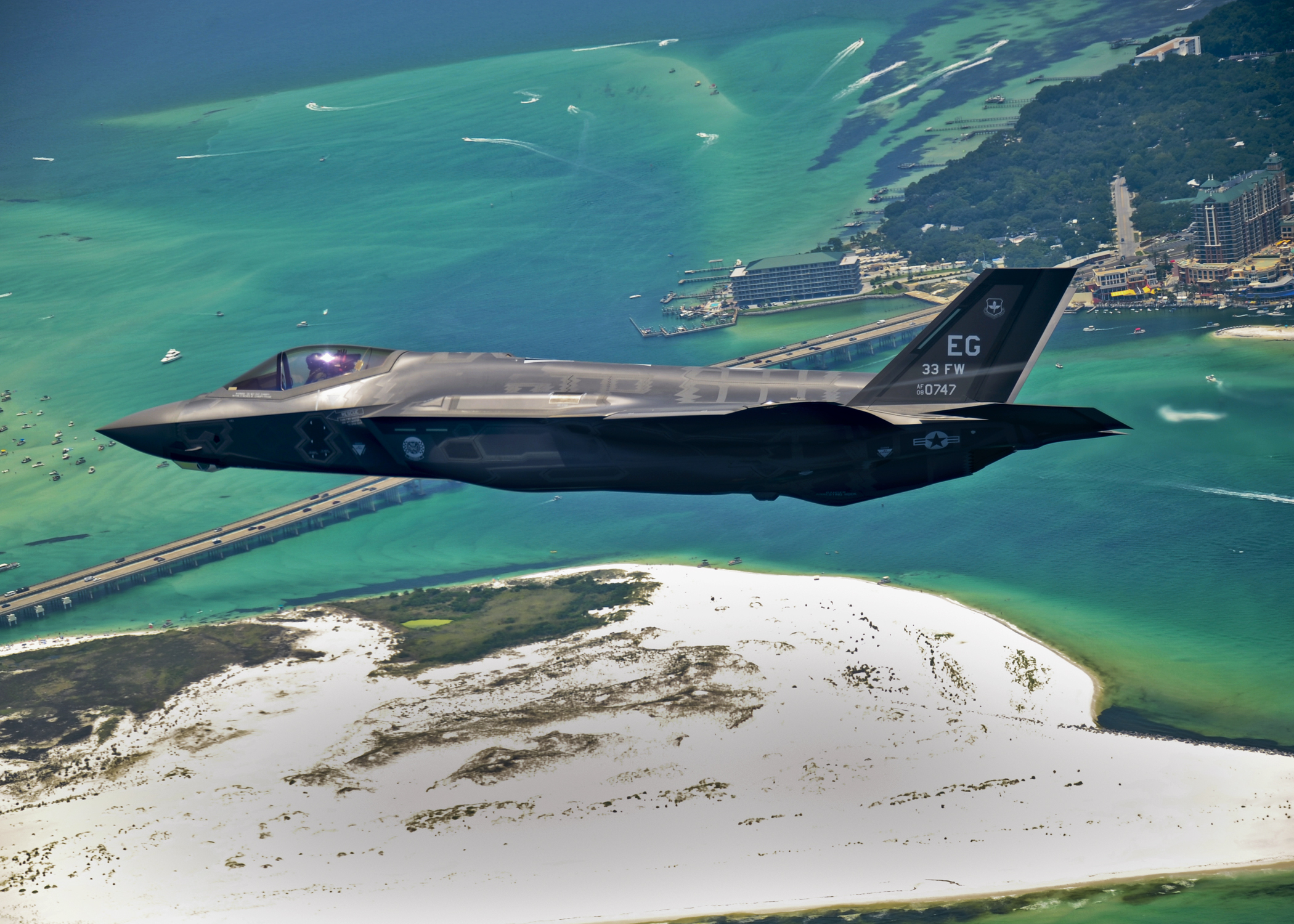
L'AN/APG-81 équipe le chasseur-bombardier F-35 Lightning II.

Les capacités de l'AN/APG-81 incluent les modes air-air de l'AN/APG-77 du F-22, auxquelles s'ajoutent des modes air-sol, comprenant également la cartographie à haute résolution, la visualisation des cibles mobiles au sol et leur poursuite, l'identification de combat, la guerre électronique et les communications à très large bande passante. Le radar actuellement produit pour le F-22 est l'AN/APG-77v1, qui compte beaucoup sur les composants et le logiciel de l'AN/APG-81 pour disposer de capacités air-sol avancées.
Très peu de données ont filtré sur ses caractéristiques et ses réelles capacités de détection, mais le site Deagel.com détaille celles-ci :
- Diamètre de l'antenne : 700 mm
- Nombre de modules émetteurs/récepteurs : 1 000[4]
- Portée maximale de détection : 150 km (environ 81 nautiques), pour une cible de surface équivalente radar 1 m2
- Poursuite de cibles aériennes : 23 cibles en 9 secondes
- Engagement de cibles aériennes : 19 cibles en 2,4 secondes
- Poursuite de cibles terrestres : 1

Pour comparaison, le radar AN/APG-77 du F-22 a une portée supérieure, d'environ 200 km contre une cible de 1 m2, mais ne possède pas encore de bonnes capacités air-sol, et ne peut pas engager autant de cibles en même-temps.

## Carrière opérationnelle
En août 2005, l'AN/APG-81 a pris l'air pour la première fois à bord de l'avion de tests BAC 1-11 de Northrop Grumman. Depuis, il a accumulé plus de 300 heures de vol. Le premier vol du radar sur le banc d'essais d'avionique « CATBird » de Lockheed Martin a été effectué en novembre 2008.
En juin 2009, l'AN/APG-81 a été intégré à l'exercice militaire de grande envergure Northern Edge 2009, étant installé à l'avant d'un avion de tests de Northrop Grumman. Les tests « ont validé des années de tests en laboratoire, contre une large panoplie de systèmes de menace, démontrant les capacités de guerre électronique extrêmement robustes du radar de combat aérien le plus avancé au monde ».
Le 22 juin 2010, Northrop Grumman annonce que le radar avait atteint et même dépassé ses objectifs, accrochant et poursuivant des cibles à longue distance, pendant les premiers vols de tests des systèmes de mission, effectués par le F-35 Lightning II BF-4.
Le 17 novembre 2010, l'équipe de développement de l'AN/APG-81 a reçu un prix de la part du département de la Défense des États-Unis, pour les performances du radar contre les systèmes de brouillage ennemis.
En juin 2012, le radar monté sur l'avion BAC 1-11 de tests, en association avec le système de défense intégré du F-35, l'AN/AAQ-37, a démontré sa capacité à suivre en vol plusieurs missiles balistiques, grâce à un exercice effectué conjointement entre Northrop Grumman et la NASA. Avec seulement de légères modifications, le radar a été capable de suivre 5 fusées balistiques jusqu'après la combustion complète de leur deuxième étage.
En novembre 2019, Northrop Grumman annonce avoir effectué la livraison du 500e exemplaire du radar .